# Ankylopteryx polychlora
Ankylopteryx polychlora là một loài côn trùng trong họ Chrysopidae thuộc bộ Neuroptera. Loài này được Fraser miêu tả năm 1952.